# Майорське (Росія)
Майо́рське (рос. Майорское) — село у складі Сакмарського району Оренбурзької області, Росія.

## Населення
Населення — 70 осіб (2010; 163 у 2002).
Національний склад (станом на 2002 рік):
- росіяни — 78 %